# Affaire des courriels d'Hillary Clinton

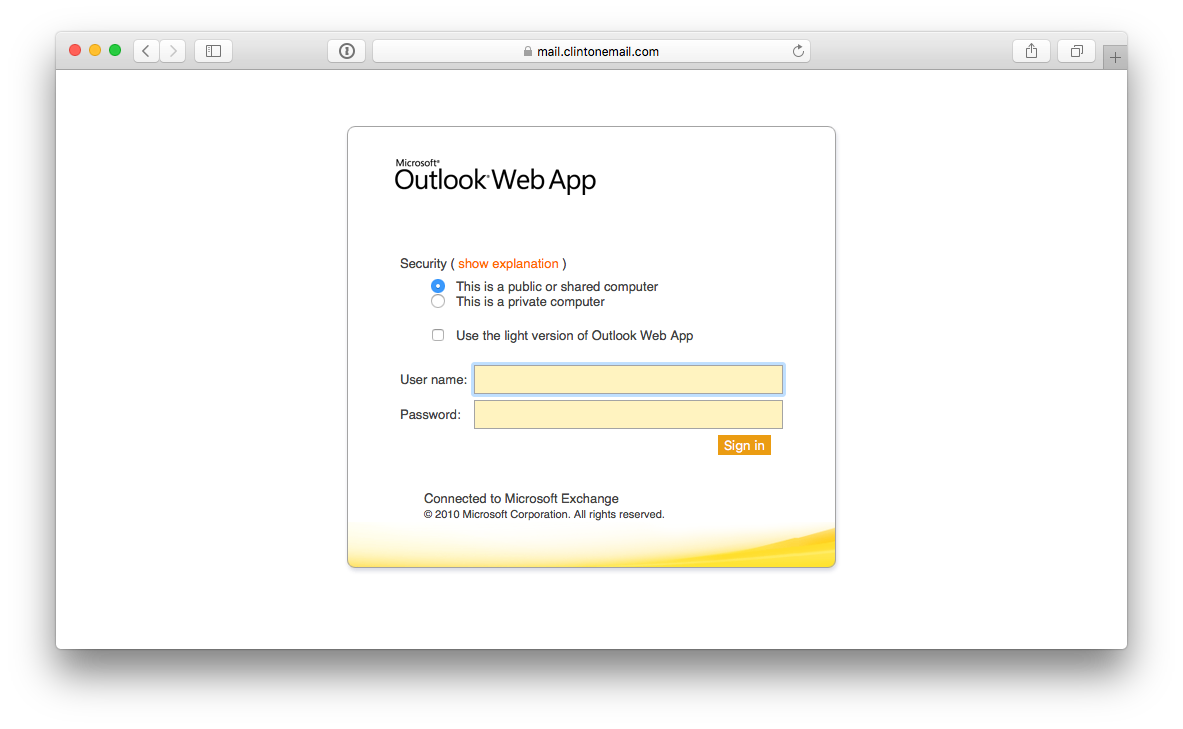
Capture d'écran de l'interface web du serveur de messagerie.

L'affaire des courriels d'Hillary Clinton est une controverse qui a débuté en mars 2015 autour de l'utilisation durant son mandat de secrétaire d'État des États-Unis (2009-2013) d'une adresse électronique personnelle par Hillary Clinton au lieu de la messagerie officielle de l'administration qui était mise à sa disposition. Cette controverse est ressortie lors de l'élection présidentielle américaine de 2016. La controverse porte précisément sur l'installation et la maintenance d'un serveur de messagerie électronique personnel, et la réception sur ce serveur de courriels comportant des informations gouvernementales potentiellement confidentielles.
En effet, les élus et hauts fonctionnaires des États des États-Unis ne sont pas autorisés à utiliser des adresses électroniques personnelles pour des activités liées à leur mandat. Le Federal Records Act leur impose d'archiver les documents importants pour que ces documents puissent être consultés par quiconque en fait la demande, comme l’autorise le Freedom of Information Act.

## Chronologie
Le 2 mars 2015, à la suite d'un article paru dans The New York Times, elle se voit reprocher l'utilisation d'un serveur privé pour l'envoi de ses courriels alors qu'elle était secrétaire d'État. Cette attitude est qualifiée d'illégale, voire de dangereuse, au vu de failles de sécurité plus importantes auxquelles elle s'expose.
Le 16 mars 2016, WikiLeaks met en place des archives consultables contenant plus de 30 000 courriels et pièces jointes envoyés depuis et vers le serveur de messagerie privé d'Hillary Clinton alors qu'elle était secrétaire d'État.
Le 5 juillet 2016, le directeur du FBI, James Comey, rendait publiques les conclusions de l'enquête lors d'une conférence de presse, délivrant un rapport accablant pour Hillary Clinton. Il lui reproche d'avoir fait preuve d'une « négligence extrême » en hébergeant des courriels contenant des informations classées secrètes sur des serveurs personnels non protégés, ajoutant que « toute personne sensée occupant la fonction de madame Clinton aurait dû savoir qu'un serveur non protégé ne pouvait accueillir des informations classées secret défense ». Il souligne que des espions étrangers ont pu avoir accès aux courriels d'Hillary Clinton, celle-ci ayant utilisé son serveur à l'étranger, dans des « territoires d'adversaires experts [en piratage] ».
Cependant, il ne recommande pas de poursuites à son encontre, n'ayant pas trouvé de preuve claire que la secrétaire d'État ou ses collaborateurs aient eu l'intention de violer la loi,,. Loretta Lynch, procureure chargée de cette affaire, suit cette recommandation et clôt le dossier. Donald Trump l'accuse alors de partialité, car Clinton avait déclaré auparavant que Lynch pourrait être maintenue à la tête du département de la Justice si elle accédait à la présidence. Lors de la campagne présidentielle, Trump menace de désigner un procureur spécial pour enquêter sur cette affaire s'il était élu président.
Le 28 octobre 2016, onze jours avant le scrutin présidentiel, James Comey annonce que les équipes du FBI vont rouvrir le dossier au vu de la prise de connaissance de milliers de nouveaux courriels d'Hillary Clinton sur un ordinateur que partageait l'une de ses plus proches collaboratrices, Huma Abedin, avec son mari Anthony Weiner,, accusé d'avoir envoyé des SMS à caractère sexuel à une mineure de 15 ans. L'agence de renseignement américaine est alors accusée de chercher à perturber la campagne en rouvrant l'affaire qui fut clôturée une première fois en juillet. L'ancien député républicain Joe Walsh, un partisan de Donald Trump, parle d'une « utilisation excessive et inconstitutionnelle du pouvoir contre notre système électoral ». Le président Barack Obama déclara quant à lui qu'« il y a une règle selon laquelle dans le cadre d'une enquête on ne pratique pas le sous-entendu et on n'intervient pas à partir d'informations incomplètes ou de fuites ».
Le 6 novembre 2016, le FBI confirme qu'il ne poursuivra pas Hillary Clinton car les conclusions sont les mêmes que celles du mois de juillet.
En décembre 2016, la CIA a identifié des personnes qui en lien avec le gouvernement russe ont transmis à Wikileaks des milliers de courriels piratés du Parti démocrate et du directeur de campagne d'Hillary Clinton. En se basant sur le fait que les ordinateurs du comité national républicain ont également été piratés, des personnes travaillant pour des services de renseignement considèrent que l’objectif de la Russie a été d'avantager le candidat Trump au détriment de la candidate Clinton. Toutefois, Trump s'est défendu, en faisant remarquer que ces informations émanent des mêmes personnes qui considéraient que Saddam Hussein disposait d’armes de destruction massive. Cités par la chaîne NBC News, des responsables du renseignement américain affirment que Vladimir Poutine aurait lui-même commandité ces révélations.

## Réponses à la controverse

### Réponse d'Hillary Clinton
En 2012, Hillary Clinton, qui est alors secrétaire d'État, reçoit un courrier dans le cadre d'une enquête du Sénat et de la Chambre des représentants concernant l’attaque terroriste contre le consulat américain à Benghazi. Il lui est demandé si elle possède un serveur de messagerie privé. Le courrier reste sans réponse,.
Lors d'une conférence de presse, en mars 2015, elle justifie, maladroitement selon Le Figaro, l'utilisation d'une messagerie privée pour des raisons de commodité, préférant avoir une seule adresse électronique pour les messages professionnels et les messages privés. Elle affirme que ces derniers étaient nombreux, concernant notamment le mariage de sa fille, ses vacances, ses cours de sport, etc. Pour Le Figaro, la plus grosse erreur de communication d'Hillary Clinton a été d'affirmer que l'utilisation d'un serveur privé était « autorisé », ce qui est faux, car l'administration refuse cette pratique pour des questions de sécurité et de confidentialité. À partir du 10 juillet 2015, le FBI enquête sur cette messagerie, afin de mettre à jour d’éventuels conflits d’intérêts entre la Fondation Clinton et les anciennes activités d'Hillary Clinton au sein de l'État, et aussi de déterminer si la sécurité de l'État a été compromise. À ce propos, pendant toute l'enquête Hillary Clinton joue, selon Le Monde, « la bonne foi », c'est-à-dire qu'elle répète que les messages qu'elle recevait ou envoyait n'étaient pas classifiés et qu'elle ne savait pas que le « C » apposé sur certains courriels signifiait « confidentiel ».